# 瀚華金控
瀚華金控股份有限公司（英語：Hanhua Financial Holding Co., Ltd，港交所：3903）是一間中國的金融公司，主要從事融資擔保和小額貸款的業務。

## 历史
2014年2月，瀚華金控在香港進行公開招股，上市編號為3903，招股價介乎2.28至2.88港元，集資最多24.8億港元，公司引入山東省國有資產投資控股及君陽太陽能為基礎投資者，集資所得主要用作發展小額貸款業務。其後，瀚華金控因市況不佳，決定擱置上市計劃。
2014年6月，瀚華金控再次進行公開招股，招股價介乎1.55至2.05港元，集資最多23.6億港元，較3月份集資規模上限減少17%。
2014年9月8日被納入恒生中國H股金融行業指數成為成份股，然後於2015年3月9日被剔除，成為該指數成立以來首隻被剔除的成份股。2015年9月14日瀚華金控又再度入選恒生中國H股金融行業指數。

## 外部連結
- 瀚華金控 （页面存档备份，存于）
- 瀚華金控第一次招股章程 （页面存档备份，存于）
- 瀚華金控第二次招股章程 （页面存档备份，存于）